# 시부야 마크 시티

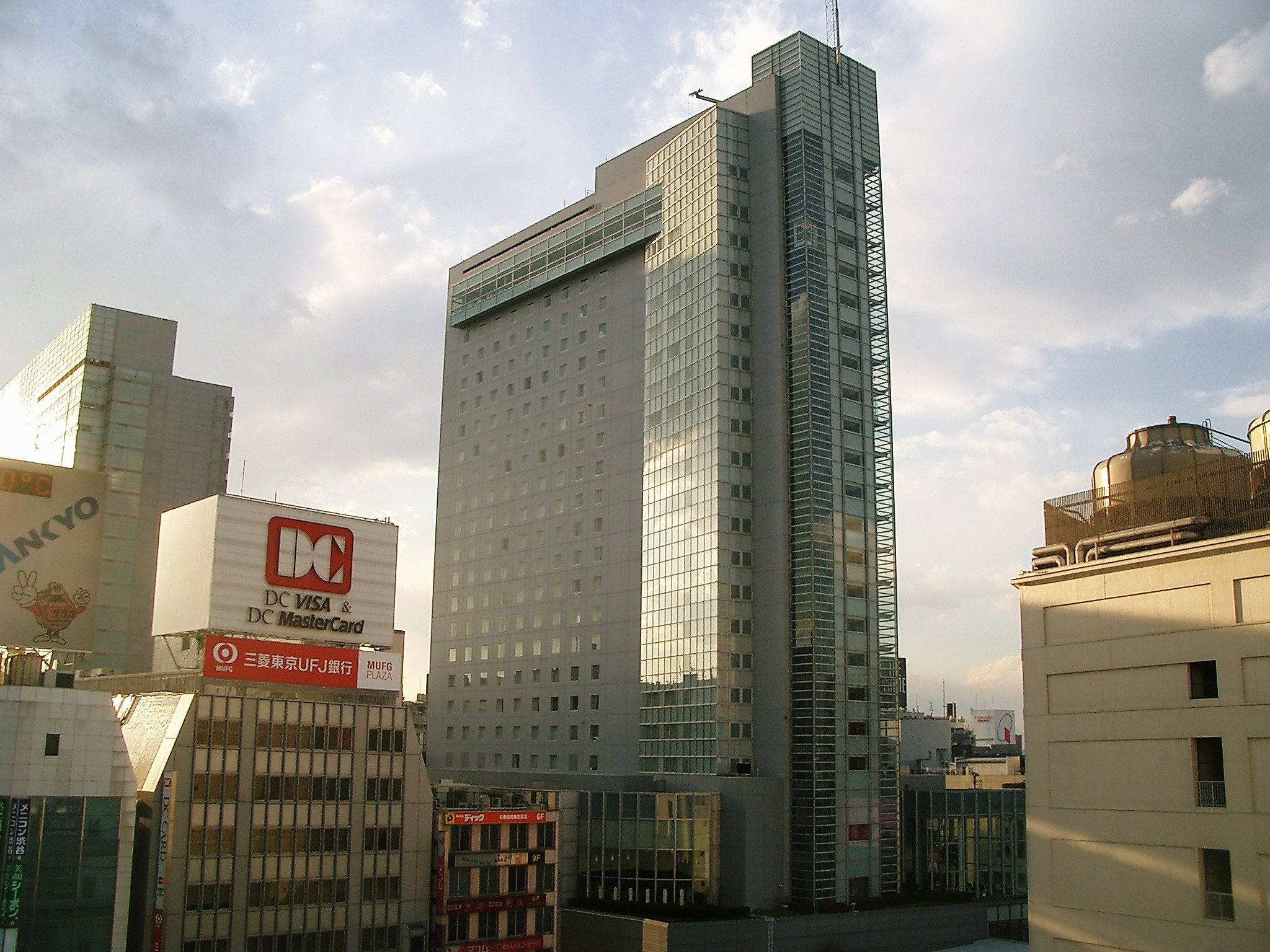
이스트동

시부야 마크 시티(Shibuya Mark City)는 시부야에 있는 상업시설이다. 시부야역과 바로 연결되는 상업시설 건물로, 이스트동과 웨스트동으로 나뉘어 있는 트윈 타워이다. 이스트동은 호텔동으로 지하 1층에서 지상 3층은 마크시티몰이 들어서 있고 4층은 레스토랑이, 5층~25층은 시부야엑셀 도큐호텔이 들어서 있다. 웨스트동은 오피스동으로 지하 1층에서 지상 3층은 이스트동의 마크시티몰과 연결되어 있으며, 5층부터 오피스가를 형성하고 있다. 돈가스 전문점 와코, 긴자 라이온, 쓰바메그릴, 스시노미도리 등 인기 레스토랑이 대거 입점해있다.